# Asesinato de Jennifer Daugherty
Jennifer Lee Daugherty (Mount Pleasant, Pensilvania; 8 de noviembre de 1979 - Greensburg, Pensilvania; 11 de febrero de 2010) fue una mujer estadounidense asesinada por un grupo de personas posteriormente conocido como «Los Seis de Greensburg», en un acto de venganza, en febrero de 2010. Daugherty, que tenía una discapacidad intelectual, fue humillada, torturada, agredida sexualmente y asesinada por un grupo de personas a las que consideraba su nuevo círculo de amigos. Su cuerpo fue envuelto en decoración navideña, colocado dentro de un cubo de basura y abandonado en el aparcamiento de la escuela secundaria Greensburg-Salem.
Los juicios de los seis autores duraron más de 12 años, entre 2010 y 2022, y dieron lugar a condenas que oscilaron entre la pena de muerte y entre 20 y 80 años de prisión.
El caso atrajo la atención nacional por su brutalidad y dio lugar a propuestas de cambios legislativos, como la «Ley de Jennifer», que penalizaría el hecho de no denunciar los delitos violentos presenciados en el estado de Pensilvania. La iniciativa se convirtió en ley en 2012.

## Autores
Amber Meidinger conoció a Melvin Knight en un refugio para personas sin hogar en el condado de Washington de Pensilvania) en enero de 2010. Se mudaron a varios lugares antes de establecerse en Greensburg (Pensilvania), donde conocieron a Jennifer Daugherty. Knight conoció a Ricky Smyrnes después de haberse conocido anteriormente en la cárcel.
Knight y su cómplice Angela Marinucci presuntamente sufrían de graves trastornos mentales en el momento del asesinato. Knight era hijo de un padre drogadicto que estuvo encarcelado durante los primeros años de su vida. Desarrolló discapacidades sociales y de aprendizaje permanentes después de caerse de un vehículo en movimiento y golpearse la cabeza a los 5 años. Según el testimonio de la madre y la media hermana de Marinucci, ella sufrió una lesión en la cabeza cuando fue atropellada por un camión en 2008, a la edad de 15 años. La lesión alteró sustancialmente su comportamiento y la empujó a una espiral descendente que terminó con la muerte de Daugherty, según la defensa. Dos expertos en salud mental testificaron que Marinucci sufría de depresión desde niña y que podría haber tenido adicciones a las drogas y al alcohol durante su adolescencia.
Peggy Miller y Robert Masters eran compañeros de piso de Ricky Smyrnes y tuvieron un contacto mínimo con las fuerzas del orden antes del asesinato. Smyrnes era hijo de una trabajadora sexual drogadicta de Filadelfia y un miembro de una banda de Pittsburgh. De niño fue trasladado de un hogar de acogida a otro y recibió tratamiento por trastornos mentales desde los 4 años. Sufrió abusos y negligencia hasta que fue acogido por la familia Smyrnes en North Huntingdon a los 10 años, según el testimonio de la psicóloga forense Alice Applegate. Su abogada, Terri Fayes, dijo al jurado que Smyrnes sufrió abusos sexuales y físicos por parte de su padre y su tío. También explicó que había probado la cerveza, la cocaína, la heroína y el cannabis a los 6 años, que le habían diagnosticado trastorno de estrés postraumático a los 8 y que había recibido 103 sesiones de terapia a los 10. Añadió que le habían diagnosticado hasta siete personalidades diferentes y un total de 15 problemas psiquiátricos. En 1997, robó en la casa de su vecino y se llevó cuchillos, guitarras, monedas, balas y dinero en efectivo. Ese mismo año, agredió sexualmente a una mujer en su sótano.
Meidinger testificó que ella y Knight, su entonces novio, conocieron a Smyrnes el 8 de febrero de 2010, después de que la pareja se hubiera alojado en un hotel de la zona de Greensburg. Smyrnes invitó a Meidinger y Knight a quedarse en su apartamento del 428 N. Pennsylvania Avenue en Greensburg, donde se produciría el asesinato tres días después.

## Secuestro y tortura
Las últimas palabras registradas de Daugherty fueron una nota dirigida a su madre que decía: «Mamá, espero que tengas un buen día en el trabajo, te quiero mucho. Con amor, Jennifer».
Meidinger dijo al jurado: «En algún momento, ella [Daugherty] confió en mí porque me conocía del West Place (un centro para personas con necesidades especiales)». La amistad llevó a Daugherty a viajar desde su casa en Mount Pleasant al apartamento de Smyrnes el lunes 8 de febrero de 2010. Allí fue retenida durante tres días, en los que fue torturada repetidamente.
Según el testimonio de Meidinger, el grupo registró el bolso de Daugherty y le robó dinero, tarjetas regalo y su teléfono móvil. Vertieron líquidos en su bolso, le golpearon la cabeza con botellas de refresco llenas, le cortaron el pelo, le pintaron la cara con esmalte de uñas y le echaron líquido y especias en la cabeza. Meidinger dijo que ella y Angela Marinucci se turnaron para golpear violentamente a Daugherty con un toallero metálico y unas muletas. También señaló que Knight desnudó, amordazó y violó a Daugherty. Además, la obligaron a ingerir heces, orina y detergente. Meidinger también dijo que Knight llevó a Daugherty al salón, donde Marinucci le echó una botella de agua por la cabeza y Knight y Smyrnes le echaron avena y especias. Daugherty dijo que le ardían los ojos y Smyrnes le dijo que se duchara porque olía mal.
Según sus familiares, Daugherty tenía la capacidad mental de una adolescente, confiaba en todo el mundo y pensaba que los sospechosos eran sus «amigos».

## Asesinato
Varios testigos afirmaron que Marinucci planeó matar a Daugherty varios días antes de que el resto comenzara a planearlo. Testificaron que Marinucci escuchó a Smyrnes llamar a Daugherty y decirle que la amaba y quería casarse con ella. Smyrnes, que tenía 25 años en ese momento, mantenía una relación con Marinucci, de 17 años. Durante el testimonio de Smyrnes, este contó al jurado el supuesto triángulo amoroso entre Daugherty, Marinucci y Smyrnes.
Según su testimonio, Masters ayudó a Daugherty a recuperar la ropa que Knight y Smyrnes le habían quitado y tirado por la ventana el primer día de las palizas. Antes de que Daugherty pudiera coger su ropa y salir, Knight y Smyrnes regresaron al apartamento del 428 de N. Pennsylvania Ave. Como resultado, el grupo votó a favor de matarla. Miller decidió atarla con luces navideñas. La obligaron a escribir una nota de suicidio falsa y luego la apuñalaron hasta matarla. Smyrnes le dio a Knight un cuchillo de carne y la apuñaló en el pecho y la garganta. Su cuerpo fue metido dentro de un cubo de basura y abandonado en el aparcamiento de la escuela secundaria Greensburg-Salem. Marinucci dijo a la policía que Knight y Meidinger la drogaron antes de apuñalarla.

## Juicio
Al inicio del juicio, el 3 de noviembre de 2010, la fiscalía solicitó la pena de muerte para Smyrnes, Knight y Meidinger.
Varios reclusos testificaron que Marinucci planeó matar a Daugherty varios días antes de que se descubriera su cadáver. El vecino Anthony Zappone oyó a Marinucci decir: «Voy a matar a esa zorra». También fue condenado a prisión por un delito de robo no relacionado con el caso. Tina Warrick testificó que Marinucci le dijo que estaba decepcionada con el tipo de guirnalda navideña que Miller había comprado para atar a Daugherty y deshacerse de su cadáver. Floria Headen oyó golpes y gritos el 12 de febrero de 2010. Felisha Hardison, compañera de celda y amiga de Marinucci, testificó que esta saltaba en la cama, emocionada por salir en las noticias.
Masters y Meidinger llegaron a un acuerdo con la fiscalía para testificar.

### Sentencia
El 12 de abril de 2012, Knight se declaró culpable de asesinato en primer y segundo grado, secuestro y conspiración para cometer asesinato y secuestro. El 30 de agosto de 2012, un jurado deliberó durante varias horas antes de votar a favor de la pena de muerte para Knight. En septiembre de 2014, Knight apeló su sentencia. Su juicio se retrasó varias veces, y su sentencia fue confirmada en marzo de 2019. En noviembre de 2020, Knight intentó apelar su sentencia ante el Tribunal Supremo de Pensilvania. La apelación incluía declaraciones y alegaciones de que los miembros del jurado actuaron con pasión y prejuicios e impusieron arbitrariamente la pena de muerte. Sin embargo, fue rechazada por unanimidad por los jueces.

«Tras nuestro exhaustivo examen del expediente, en este caso, concluimos que la sentencia de muerte del apelante no fue producto de la pasión, el prejuicio o cualquier otro factor arbitrario, sino que estaba plenamente respaldada por las pruebas de que (Knight) y sus coacusados retuvieron a la víctima, que padecía discapacidad intelectual, contra su voluntad durante varios días, durante los cuales la sometieron continuamente a innumerables formas de tortura física y emocional, hasta que finalmente la apuñalaron en el pecho, le cortaron la garganta (y) la estrangularon».
Debra Todd.

El 3 de agosto de 2011, Marinucci fue condenada formalmente a cadena perpetua sin posibilidad de libertad condicional tras ser declarada culpable en mayo de asesinato en primer grado. Tenía 17 años en el momento del crimen, por lo que no podía ser condenada a muerte, ya que aún era menor de edad. A Marinucci se le revocó la cadena perpetua sin posibilidad de libertad condicional, debido a las sentencias del Tribunal Supremo de los Estados Unidos de 2012 y 2016 en los casos Miller v. Alabama y Montgomery v. Luisiana. Sin embargo, el 1 de julio de 2015, un jurado decidió volver a condenarla a su pena anterior. Marinucci se negó a responder a ninguna pregunta antes de comparecer. En mayo de 2022, Marinucci fue condenada de nuevo a entre 60 años y cadena perpetua, con posibilidad de libertad condicional en 2070.
El 4 de diciembre de 2013, Meidinger fue condenada a entre 40 y 80 años de prisión tras declararse culpable de asesinato en tercer grado, secuestro y conspiración. Meidinger presentó en noviembre de 2019 una solicitud ante la Junta de Indultos del estado para solicitar la terminación anticipada de su condena de entre 40 y 80 años de prisión.
Amber Meidinger estuvo a punto de recibir la pena de muerte hasta que accedió a testificar contra los demás. El fiscal del condado de Westmoreland decidió no solicitar la pena de muerte. Su abogado defensor, Tim Dawson, le preguntó por qué quería testificar. Durante el testimonio, admitió que mintió sobre su estado de salud mental. Meidinger dijo falsamente a los agentes de policía que tenía problemas mentales.
Peggy Darlene Miller fue condenada a entre 35 y 74 años. El 28 de febrero de 2013, Smyrnes fue condenado a muerte. Smyrnes apeló su sentencia. En febrero de 2017, un juez confirmó su pena de muerte. Su ejecución se retrasó en julio de 2017. Robert Loren Masters Jr. se declaró culpable de asesinato en tercer grado, conspiración para cometer asesinato y conspiración para cometer secuestro el 19 de diciembre de 2013. Masters fue condenado a entre 30 y 70 años. El abogado de Masters, William Gallishen, ayudó a llegar a un acuerdo con la fiscalía contra los otros cinco. Después de aceptar, fue trasladado a otra cárcel por motivos de protección, ya que allí se encontraban otros sospechosos. No compartió públicamente ninguna información relacionada con el acuerdo con la fiscalía.